# Chico César

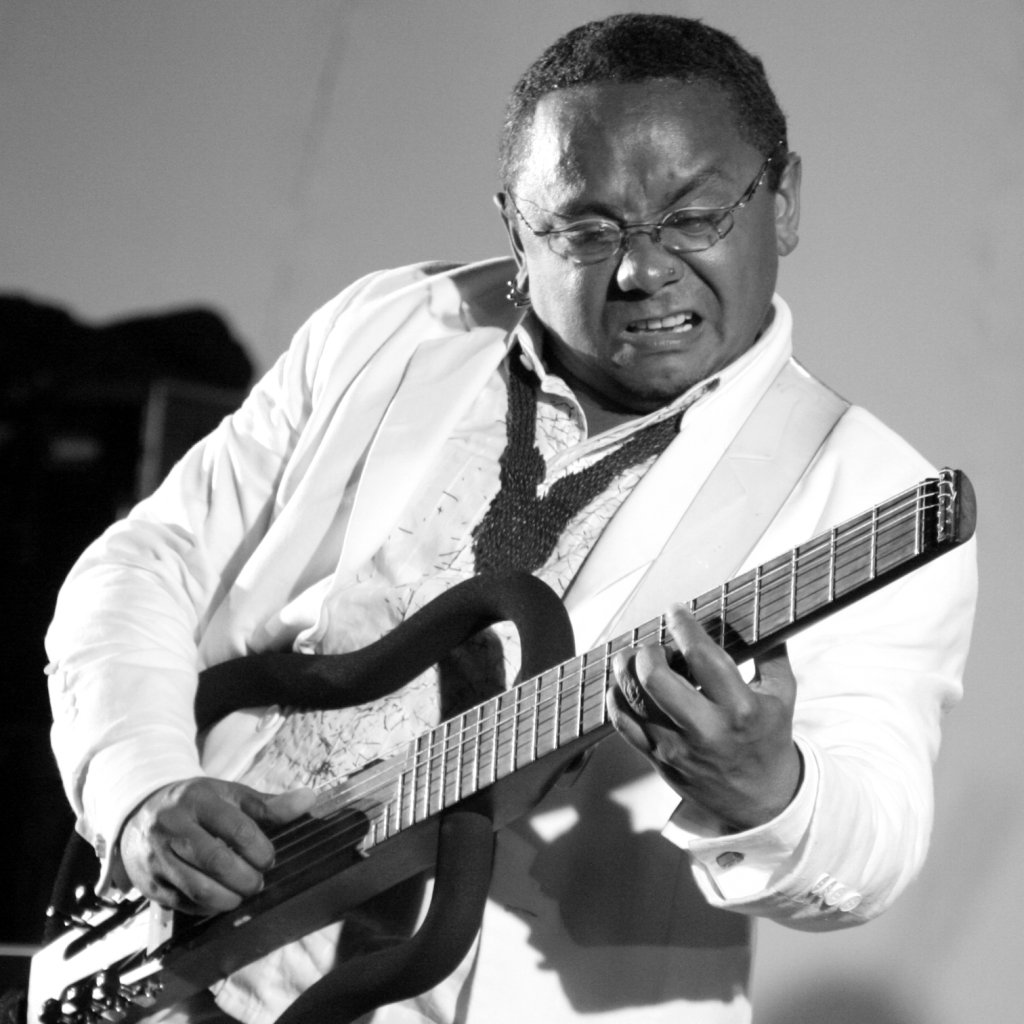
Chico César (2007)

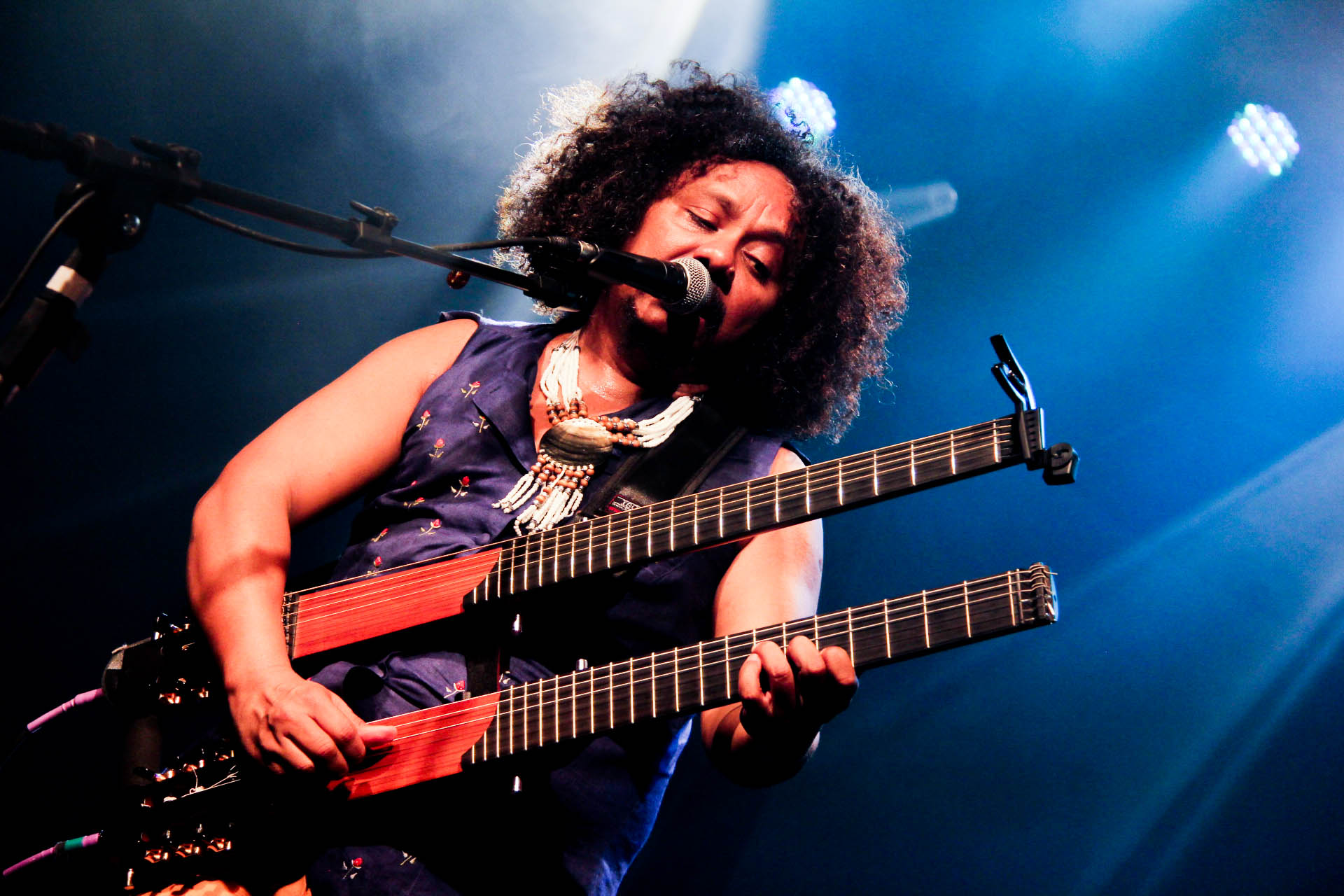
Chico César (2016)

Chico César (* 26. Januar 1964 in Catolé do Rocha, Paraíba; eigentlich Francisco César Gonçalves) ist ein brasilianischer Sänger, Komponist, Gitarrist und Schriftsteller.

## Leben
Mit sechzehn Jahren ging er nach João Pessoa, wo er parallel zur Ausbildung als Journalist an der dortigen Universität der Avantgardegruppe Jaguaribe Carne angehörte. Mit 21 Jahren zog er nach São Paulo, wo er als Journalist arbeitete. Er perfektionierte sein Gitarrenspiel und begann seine eigentliche Karriere als Musiker.
Nach seiner erfolgreichen Tournee durch Deutschland beschloss er, sich voll und ganz der Musik zu widmen. Mit seiner neu gegründeten Band Cuscuz Clã spielte er live im Nachtclub Blen Blen Club in São Paulo.
1995 veröffentlichte er seine erste Platte. Im Jahr 2005 erschien sein erstes Buch Cantáteis, cantos elegíacos de amozade im Verlag Garamond, 2012 Rio sou francisco bei Rubra Cartoneira Editorial.

## Diskografie
- 1995 Aos Vivos
- 1996 Cuzcuz Clã
- 1997 Beleza Mano
- 1999 Mama Mundi
- 2002 Respeitem Meus Cabelos, Brancos
- 2004 Brincadeira (mit Zezo Ribeiro)
- 2005 Compacto E Simples (2 Tracks)
- 2006 De Uns Tempos Pra Cá
- 2008 Francisco Forró Y Frevo
- 2011 Cantos E Encontros De Uns Tempos Pra Cá
- 2015 Estado De Poesia
- 2017 Estado De Poesia. Ao Vivo
- 2019 O Amor É Um Ato Revolucionário
- 2022 Vestido de Amor

Gastauftritte
- 2009 „Á Primeira Vista/Auf den ersten Blick“ (auf dem Album Schall und Schatten der Sängerin Dota)